# Aleksandrów (Powiat Biłgorajski)
Aleksandrów ist ein Dorf im Powiat Biłgorajski der Woiwodschaft Lublin in Polen. Es ist Sitz der gleichnamigen Landgemeinde mit 3269 Einwohnern (Stand 31. Dezember 2020).

## Geographie

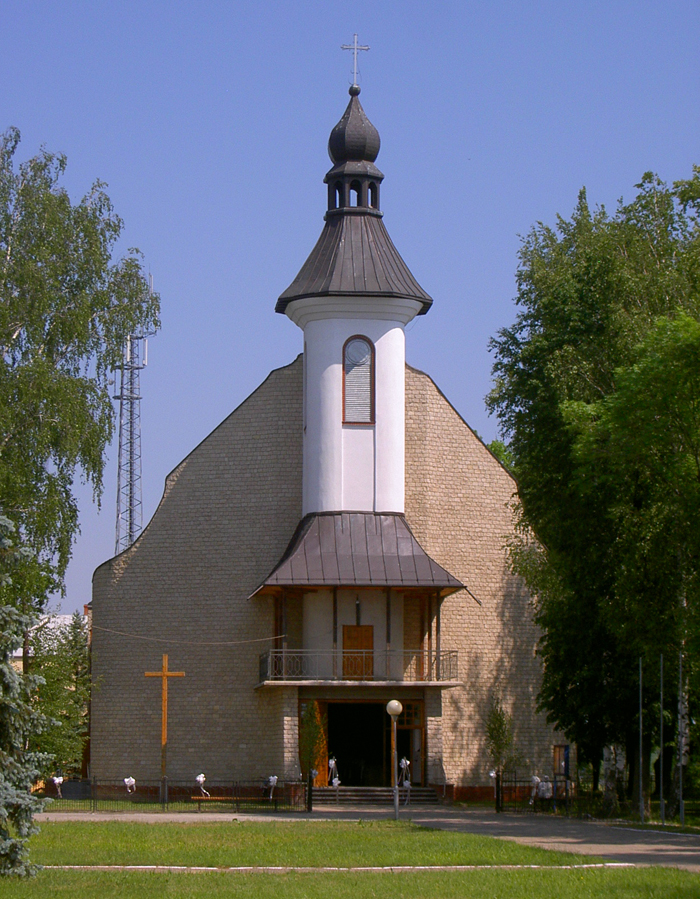
Kirche des Ortes

Aleksandrów ist ein langgezogenes Straßendorf auf der Puszczanska-Ebene. Seine Fläche umfasst fast die gesamte Gemeindefläche. Die Kreisstadt Biłgoraj liegt etwa zehn Kilometer nordwestlich.
Der Ort gliedert sich in die vier Schulzenämter Aleksandrów I–IV und den westlich gelegenen Ortsteil Przymiarki.

## Geschichte
Die Gemeinde Aleksandrów wurde am 1. Januar 1992 aus dem westlichen Teil der Stadt-und-Land-Gemeinde Józefów ausgegliedert. Ihr Gebiet gehörte von 1975 bis 1998 zur Woiwodschaft Zamość.
Wenige Tage nach dem Massaker von Józefów vom 13. Juli 1942 rückte das III. Bataillon des deutschen Polizeiregimentes 25 in Aleksandrów ein. Bei dieser „Aktion“ wurden die gefangen genommenen Juden jedoch vor der Hinrichtung wieder frei gelassen.

## Gemeinde
Zur Landgemeinde (gmina wiejska) Aleksandrów gehören das Dorf selbst mit vier Schulzenämtern und kleinere Siedlungen ohne Ämter.